# États-Unis aux Jeux olympiques d'hiver de 1956
Cet article contient des informations sur la participation et les résultats des États-Unis aux Jeux olympiques d'hiver de 1956 à Cortina d'Ampezzo en Italie. Les États-Unis étaient représentés par 67 athlètes. 
La délégation américaine a récolté en tout 7 médailles : 2 d'or, 3 d'argent, et 2 de bronze. Elle a terminé au 6e rang du classement des médailles.

## Médailles
| Médaille                            | Nom                                                  | Sport               | Compétition         |
| ----------------------------------- | ---------------------------------------------------- | ------------------- | ------------------- |
| Médaille d'or, Jeux olympiques      | Hayes Alan Jenkins                                   | Patinage artistique | Individuel hommes   |
| Médaille d'or, Jeux olympiques      | Tenley Albright                                      | Patinage artistique | Individuel femmes   |
| Médaille d'argent, Jeux olympiques  | Ronald Robertson                                     | Patinage artistique | Individuel hommes   |
| Médaille d'argent, Jeux olympiques  | Carol Heiss                                          | Patinage artistique | Individuel femmes   |
| Médaille d'argent, Jeux olympiques  | Équipe des États-Unis de hockey sur glace            | Hockey sur glace    | Hommes              |
| Médaille de bronze, Jeux olympiques | Charles Butler William Dodge James Lamy Arthur Tyler | Bobsleigh           | Bob à quatre hommes |
| Médaille de bronze, Jeux olympiques | David Jenkins                                        | Patinage artistique | Individuel hommes   |